# John Florio

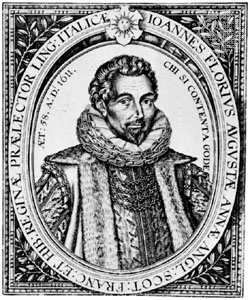
John Florio, grabado por William Hole de la segunda edición del Diccionario de Florio.

John Florio (1553-1625) fue un lexicógrafo,  lingüista y paremiólogo inglés, de origen italiano, que sin embargo se crio en la región italófona del cantón suizo de los Grisones, en Soglio. Fue caballerizo de la Cámara Privada de la reina Ana entre 1604 y 1619, y maestro de lenguas en la corte de Jacobo I de Inglaterra.
Es recordado por su alabada traducción de los Ensayos de Michel de Montaigne al inglés, no obstante considerada bastante libre casi hasta el punto de la inexactitud, en no pocas ocasiones. Se considera que sus obras influyeron en William Shakespeare, no faltando algunos investigadores que han creído que pudiera ser el autor real de las obras de Shakespeare. En 1578 y 1591, Florio publicó los First y Second Fruits, obras misceláneas, con diálogos bilingües, resúmenes de gramática y donde introdujo los refranes italianos en la lengua inglesa. Compuso diccionarios de varias lenguas, entre ellas el italiano. Él mismo era de origen italiano, aunque nació en Londres, ya que su padre había sido fraile franciscano en Toscana, antes de su conversión al protestantismo. Su madre, de quien casi nada se conoce, se cree que era inglesa.
Por su ascendencia italiana, también es conocido como Giovanni Florio. En español ha sido citado a veces como: Juan Florio.